# 第3独立自動車化歩兵大隊 (ウクライナ陸軍)
第3独立自動車化歩兵大隊（だい3どくりつじどうしゃかほへいだいたい、ウクライナ語: 3-й окремий мотопіхотний батальйон）は、ウクライナ陸軍の大隊のひとつ。第24独立機械化旅団隷下。

## 概要

### ウクライナ領土防衛大隊
2014年5月30日、義勇軍ウクライナ領土防衛大隊の第3ヴォーリャ領土防衛大隊として、リヴィウ州の行政支援を受け、リヴィウで創設された。
2014年7月から、ドンバス戦争に投入され、ルハーンシク州の検問所に配備された。

### ウクライナ陸軍
2014年11月、ウクライナ陸軍に編入し、リヴィウ州駐屯の第24独立機械化旅団隷下に配属され、第3独立自動車化歩兵大隊に改編した。

### ロシアのウクライナ侵攻
2021年11月から、ドンバス戦争で東部ルハーンシク州セヴェロドネツィク地区に配備されていたため、ロシアのウクライナ侵攻はそのまま開戦した。

## ギャラリー

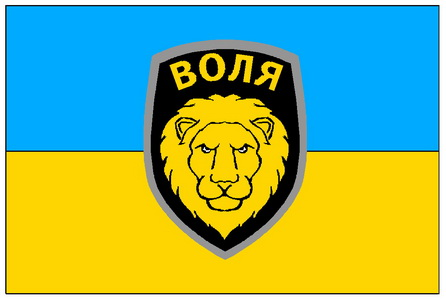
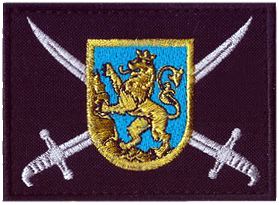

## 編制
- 大隊本部（リヴィウ）
- 第1中隊
- 第2中隊
- 第3中隊
- 迫撃砲中隊
- 対空砲小隊
- 偵察小隊
- 工兵小隊
- 後方支援隊